# Imavere
Imavere – wieś w Estonii, w prowincji Järva, w gminie Järva. Przed reformą administracyjną z 2017 roku miejscowość należała do gminy Imavere i była jej siedzibą.